# Таго, Принс
Принс Та́го (англ. Prince Tagoe; 9 ноября 1986, Аккра, Гана) — ганский футболист, игравший на позиции нападающего.

## Клубная карьера
Профессиональную карьеру начал в клубе «Хартс оф Оук», выступавшем в высшем дивизионе чемпионата Ганы. Став лучшим бомбардиром клуба, помог клубу стать чемпионом страны.
В январе 2006 года за один миллион евро был приобретён клубом «Аль-Иттихад» из Джидды. В составе клуба стал бронзовым призёром чемпионата Саудовской Аравии.
Летом 2006 года за 1,2 миллиона евро был куплен клубом высшего дивизиона чемпионата ОАЭ «Аль-Шабаб». Выступал за клуб в течение сезона 2006/07. Клуб занял итоговое 5-е место. Таго занял 8-е место в списке бомбардиров чемпионата.
Летом 2007 года за один миллион евро перешёл в клуб «Аль-Иттифак» из Саудовской Аравии. В первом сезоне, проведённом за клуб, разделил с Салехом Баширом звание лучшего бомбардира клуба. «Аль-Иттифак» занял четвёртое место в чемпионате и получил право выступать в Лиге чемпионов АФК.
Сезон 2008/09 стал для клуба не таким удачным — клуб занял итоговое 6-е место. В Лиге чемпионов «Аль-Иттифак» занял первое место в своей группе, опередив узбекский «Бунёдкор» на 4 очка. На стадии 1/8 финала аравийцы уступили «Пахтакору» из Узбекистана. Таго забил 8 голов, став лучшим бомбардиром клуба в турнире.
Летом 2009 года на правах свободного агента перешёл в немецкий «Хоффенхайм». Спустя неделю, после заключения контракта, врачи клуба выявили у игрока проблему с сердцем. Футбольный союз Германии отказался выдавать лицензию на право играть в Бундеслиге. Адвокат игрока оспорил решение клубных врачей и было принято решение провести независимую экспертизу состояния здоровья футболиста. Повторная экспертиза показала, что сердце футболиста функционирует нормально. После заключительной экспертизы состояния здоровья футболиста, которая состоялась в декабре, Таго было разрешено приступить к тренировкам в основном составе команды.
30 января 2010 года вышел на замену в первом для себя матче Бундеслиги — Таго сыграл 9 минут в игре против «Шальке 04», проигранной со счётом 0:2. Впервые удалось отличиться в матче 33-го тура против «Айнтрахта». Выйдя на замену на 77-й минуте при счёте 1:0 в пользу команды из Франкфурта-на-Майне, уже на 80-й Принс сравнял счёт, а на 88-й установил окончательный счёт — 2:1 в пользу «Хоффенхайма». В итоге, во всех 12 проведённых играх Таго либо выходил на замену, либо был заменён. В сезоне 2009/10 «Хоффенхайм» финишировал 11-м.
Сезон 2010/11 являлся продолжением предыдущего чемпионата — футболист выходил на замены под конец матчей, проводя на поле от трёх до 29 минут. Всего участвовал в 6 встречах.
31 января 2011 года был отдан в 6-месячную аренду сербскому «Партизану». Клуб мог выкупить Таго после окончания срока аренды. Как сказал спортивный директор «Хоффенхайма»: «К сожалению, Принс не смог проявить себя в „Хоффенхайме“ так, как он хотел. Теперь у него будет шанс сделать это в Белграде».
В чемпионате Сербии дебютировал 5 марта 2011 года в матче против клуба «Инджия», в котором забил 2 гола. Встреча закончилось победой «Партизана» со счётом 3:1. Позже, 23 апреля стал одним из героев Вечного дерби, забив единственный во встрече гол на 63-й минуте. Кроме того, Таго сыграл 2 матча против команды «Црвена Звезда» в рамках полуфинала розыгрыша кубка Сербии. В первом полуфинале «Партизан» победил со счётом 2:0 — оба мяча на счету Принса, во втором победила «Црвена Звезда» 1:0. В финале, со счётом 2:1, была обыграна «Войводина». На счету Таго один гол и одна голевая передача. В итоге, «Партизан» стал чемпионом Сербии. Таго, с 9 забитыми мячами, разделил 4-ю строчку в списке бомбардиров с одноклубником Радосавом Петровичем.
В июле 2011 года вернулся в расположение «Хоффенхайма». В чемпионате выходил на замену в двух играх, проведя на поле суммарно около шести минут. В сентябре был продан за полтора миллиона евро турецкому клубу «Бурсаспор».
Дебют в Суперлиге состоялся 11 сентября в матче против «Кайсериспора». Первый гол забил 26 октября, открыв счёт в матче против «Ордуспора». Матч завершился вничью 1:1. Футболист играл за команду в течение 2011 года. После участия в КАН 2012 потерял место в основном составе.
6 июля 2012 года за 1,2 миллиона евро перешёл в саудовский клуб «Аль-Шабаб», ставшим в сезоне 2011/12 чемпионом страны.

## Карьера в сборной
За сборную Ганы выступает с 2006 года. Участник финальных стадий Кубка африканских наций 2006 и 2012 годов. Высшее достижение — 4-е место в 2012 году.
Играл за сборную на чемпионате мира в ЮАР. Принял участие в трёх матчах чемпионата — против Сербии, Австралии и Германии.

## Достижения
- Чемпион Ганы: 2004/05
- Чемпион Сербии: 2010/11
- Обладатель Кубка Конфедерации КАФ: 2004
- Обладатель Кубка Сербии: 2010/11
- Бронзовый призёр чемпионата Саудовской Аравии: 2005/06